# Niederfinow
Niederfinow [niːdɐ̯ˈfiːnoː] ist eine amtsangehörige Gemeinde im Landkreis Barnim des Landes Brandenburg. Sie wird vom Amt Britz-Chorin-Oderberg verwaltet. Überregional bekannt ist die Gemeinde durch das Schiffshebewerk Niederfinow.

## Geographie
Niederfinow ist Teil der historischen Landschaft Uckermark. Nördlich grenzt das Biosphärenreservat Schorfheide-Chorin mit dem Totalreservat Plagefenn an Niederfinow. Der Ort liegt am nördlichen Rand des Eberswalder Urstromtals und erstreckt sich über etwa 5 km entlang der Hebewerkstraße.
Der Ort liegt unterhalb der Diluvialplatte im Eberswalder Urstromtal, welches in der jüngsten Eiszeit, der Weichseleiszeit entstanden ist. Durch den Ort verlaufen der Finowkanal und die Alte Finow.
Als Baugrund ist überwiegend Sand und Kiessand anzutreffen, der Grundwasserspiegel ist sehr niedrig. Niederfinow erstreckt sich über 5 km in Ost-West- und 1,5 km in Nord-Süd-Richtung.

## Gemeindegliederung
Niederfinow verfügt über keine Ortsteile und bewohnten Gemeindeteile. Zur Gemeinde gehört der Wohnplatz Stecherschleuse.

## Geschichte

### Frühzeit
Nach der Weichseleiszeit wanderten Menschen in das Gebiet um Hohenfinow ein. In der Nähe von Liebenstein (heute Ortsteil von Hohenfinow) wurden bronzezeitliche Scherben gefunden. Zwischen Hohenfinow und Amalienhof, an der Abbruchkante des Urstromtals wird ein vorzeitliches Gräberfeld vermutet. Die Steinkisten wurden zwar im 18. Jahrhundert zerstört, es wurden aber einzelne Waffenreste gefunden. So wurde in der Nähe von Karlswerk ein Schwert aus der jüngeren Bronzezeit im Moor gefunden.

### Burg Finow

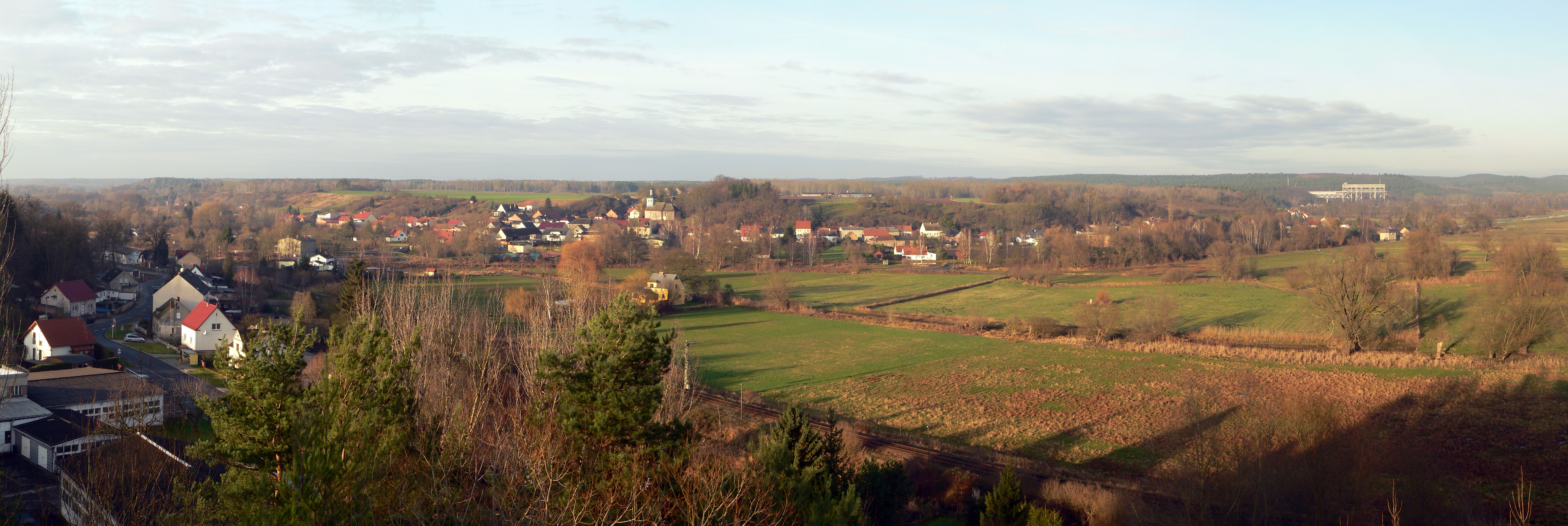
Blick vom Struwenberg nach Niederfinow

Der Ort ist slawischen Ursprungs. Die Region wurde um 1200 von den Askaniern erobert. Nach dem Bau der etwa 10 km entfernten Burg Oderberg (damals niederdeutsch „Aderburg“) im Jahr 1213 wurde an der strategisch wichtigen Stelle oberhalb der Finow die Burg Finow gegründet. 1904 wurde bei Ausgrabungen am Hohenfinower Schloss in 2,50 m Tiefe ein mecklenburgischer Stierkopfbrakteat gefunden, der um 1220 geprägt wurde. Dieses Jahr wird als Baujahr der Burg vermutet.
Die Burg hatte die Aufgabe, die Furt der Finow (heute Zugbrücke von Niederfinow) zu schützen. Die nächsten Furten waren jeweils zehn Kilometer westlich und östlich bei den damals noch nicht gegründeten Städten Eberswalde und Bad Freienwalde (Oder) gelegen. Die im Norden und Osten gelegenen Slawen sollten abgeschreckt werden, die Burg bot Schutz für die rundum gelegenen landwirtschaftlich genutzten Gebiete.

### Namen des Ortes
Der Name Finow stammt aus vorslawischer Zeit. Das mittelniederdeutsche Wort fino(u)we bedeutet vermutlich Wurzel. Es setzt sich aus den indogermanischen pen = Schlamm, Sumpf, Wasser, feucht und uei, ui = drehen, biegen, winden zusammen, die mit dem westgermanischen Suffix -n bzw. dem slawischen -ov kombiniert wurden. Finow bedeutet also frei übertragen sich windender Fluss mit Sümpfen.
Zur Zeit der Besiedlung der Gegend um Hohen- und Niederfinow durch die Slawen war die Anhöhe südlich des Flusses Finow strategisch bedeutend. Die Furt bei Neustadt (heute Eberswalde) war durch die topografischen Gegebenheiten weniger übersichtlich, die heutige Kreisstadt gewann erst 1317 durch eine Bestimmung von Markgraf Waldemar an Bedeutung. Waldemar verfügte, dass die Handelsstraße von Frankfurt (Oder) und Berlin nach Stettin nicht mehr über Hohenfinow/Niederfinow zu verlaufen habe, sondern über Neustadt-Eberswalde. Dazu ließ er eine Brücke über die Ragöse bauen. Die Errichtung der Burg Finow sowie des Ortes Hohenfinow als damals wichtigste Siedlung am 35 Kilometer langen Fluss begründet die Namensgebung. Etwa zeitgleich mit Niederfinow entstand wenige Kilometer südlich Hohenfinow, das wegen der Zollstelle für Land- und Wasserzoll am Fluss via Vienouie genannt wurde.
Später entstanden weitere Orte, die den Fluss im Namen führen: Finow und Finowfurt.
Der Ort hat mehrmals in der Geschichte seinen Namen gewechselt, die ursprüngliche Bedeutung blieb jedoch erhalten.
- 1258 Vinow
- 1267 in molendino Vinaie inferioris (Mühle Niederfinow)
- 1288 Datum Vinow (gegeben zu Finow)
- 1308 Civitas Vinow (Stadt Finow)
- 1334 oppidum Niederfinow (Städtchen Niederfinow)
- 1350 nedder Vinow
- 1421 Stedeken genomet nedder vynow
- 1482 Stedeken vino
- 1542 Städtlein Niedervinow
- 1688 Neder Vinn an der Wein Ranke
- 1718 Nieder Vinow und Niedervienow
- ab 1769 Niederfinow bzw. Nieder Fihnow.[5]
- 1805 Flecken Nieder-Finow

### Verwaltungsgeschichte
Niederfinow gehörte seit 1817 zum Kreis Angermünde in der Provinz Brandenburg und ab 1952 zum Kreis Eberswalde im DDR-Bezirk Frankfurt (Oder). Seit 1993 liegt die Gemeinde im brandenburgischen Landkreis Barnim.

## Bevölkerungsentwicklung
| Jahr | Einwohner |
| ---- | --------- |
| 1875 | 1.336     |
| 1890 | 1.551     |
| 1910 | 1.625     |
| 1925 | 1.386     |
| 1933 | 1.585     |
| 1939 | 1.564     |

| Jahr | Einwohner |
| ---- | --------- |
| 1946 | 1.517     |
| 1950 | 1.484     |
| 1964 | 1.176     |
| 1971 | 1.099     |
| 1981 | 0849      |
| 1985 | 0795      |

| Jahr | Einwohner |
| ---- | --------- |
| 1990 | 673       |
| 1995 | 634       |
| 2000 | 701       |
| 2005 | 647       |
| 2010 | 632       |
| 2015 | 619       |

| Jahr | Einwohner |
| ---- | --------- |
| 2020 | 613       |
| 2021 | 609       |
| 2022 | 592       |
| 2023 | 579       |
| 2024 | 585       |

Gebietsstand des jeweiligen Jahres, Einwohnerzahl: Stand 31. Dezember (ab 1991). Ab 2011 auf Basis des Zensus 2011. Ab 2022 auf Basis des Zensus 2022

## Politik

### Gemeindevertretung
Die Gemeindevertretung von Niederfinow besteht aus acht Mitgliedern und der ehrenamtlichen Bürgermeisterin. Die Kommunalwahl am 26. Mai 2019 führte zu folgendem Ergebnis:
| Partei / Wählergruppe           | Stimmenanteil | Sitze |
| ------------------------------- | ------------- | ----- |
| Für unser Niederfinow           | 79,1 %        | 6     |
| SPD                             | 13,5 %        | 1     |
| Einzelbewerber Siegfried Kunert | 07,3 %        | 1     |

### Bürgermeisterin
- 2003–2008: Siegfried Schiefelbein[11]
- 2008–2014: Hartmut Teichmann[12]
- 2014: Kerstin Bergmann[13]
- 2015–2016: Ute Peters-Pasztor[14]
- 2017–2019: Günther Gollner[15]
- seit 2019: Peggy Fürst

Fürst wurde in der Bürgermeisterwahl am 9. Juni 2024 ohne Gegenkandidat mit 87,2 % der gültigen Stimmen für eine Amtszeit von fünf Jahren wiedergewählt.

## Sehenswürdigkeiten
In der Liste der Baudenkmale in Niederfinow und in der Liste der Bodendenkmale in Niederfinow sind die Kulturdenkmale der Gemeinde aufgeführt.

### Bauwerke
Unter Denkmalschutz stehen
- Schiffshebewerk
- Schleusentreppe Niederfinow (Vorläufer des Schiffshebewerkes)
- Krafthaus
- Dorfkirche

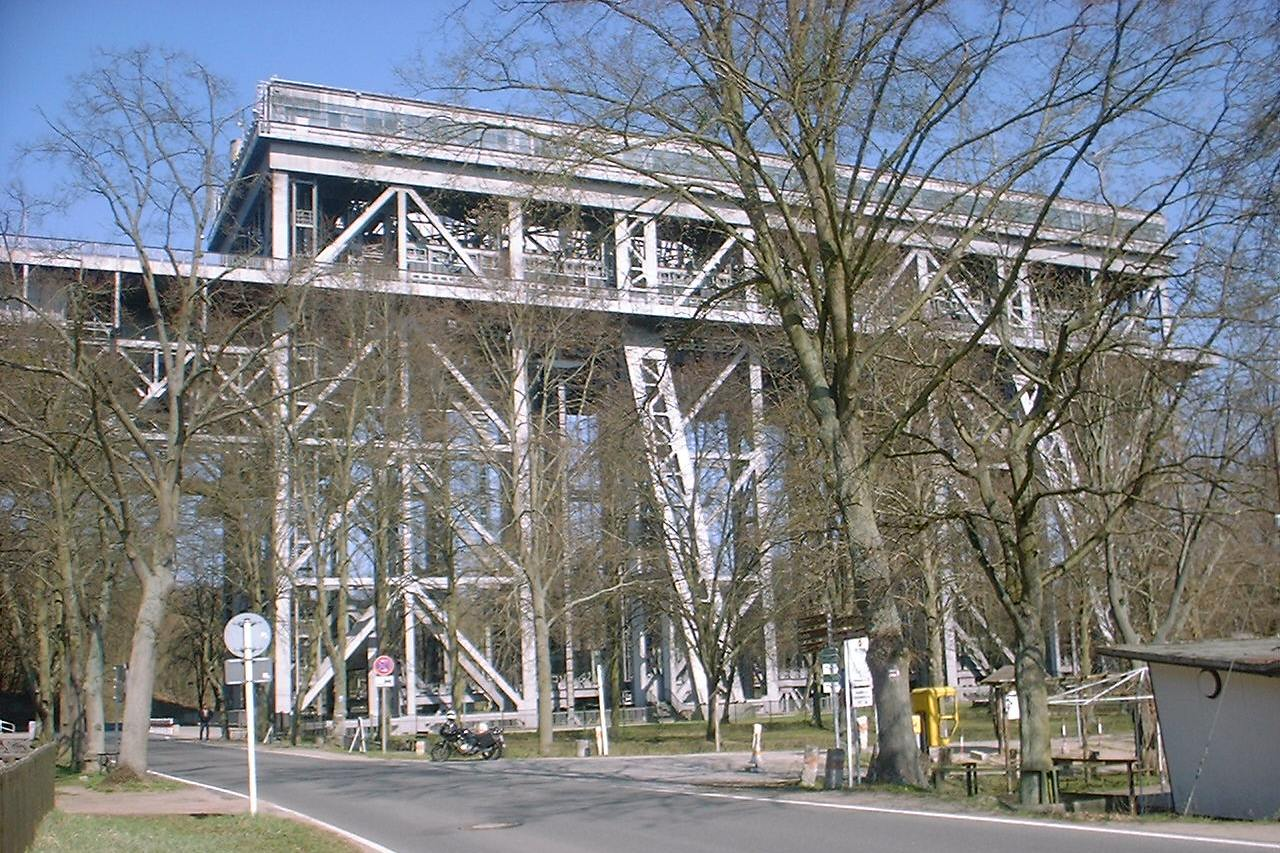
Schiffshebewerk Niederfinow
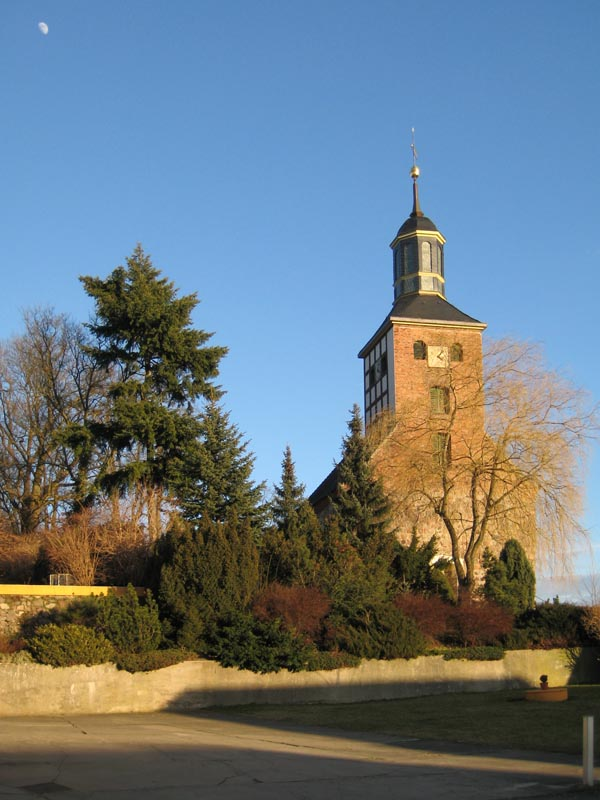
Dorfkirche
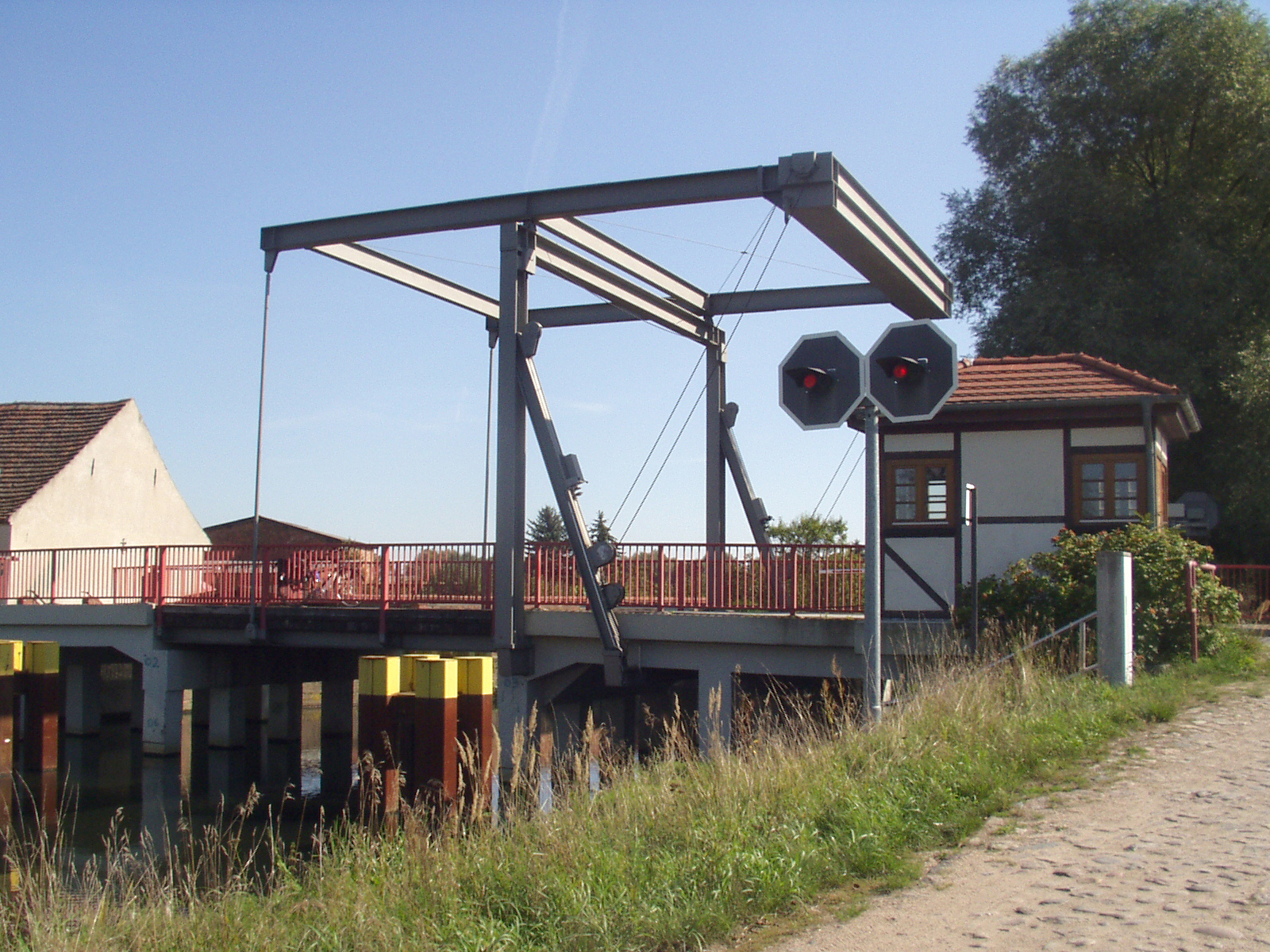
Zugbrücke über den Finowkanal
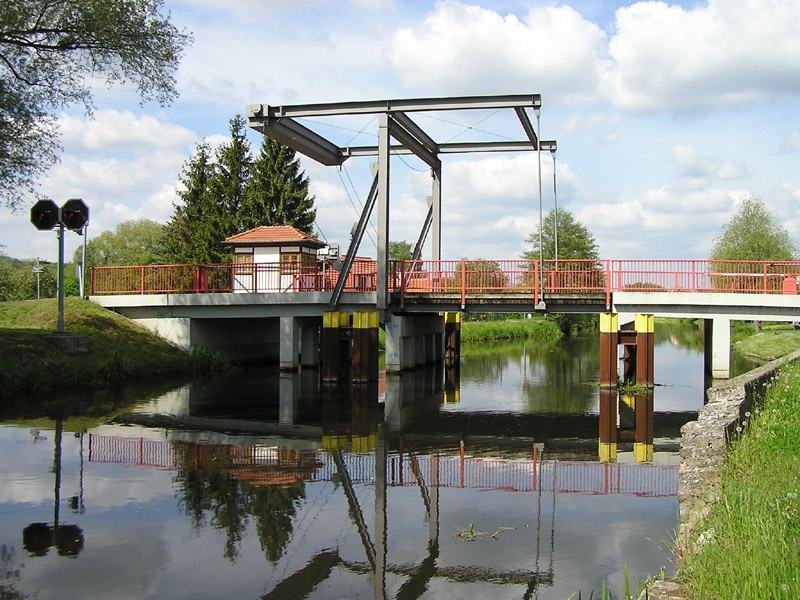
Zugbrücke aus östlicher Sicht
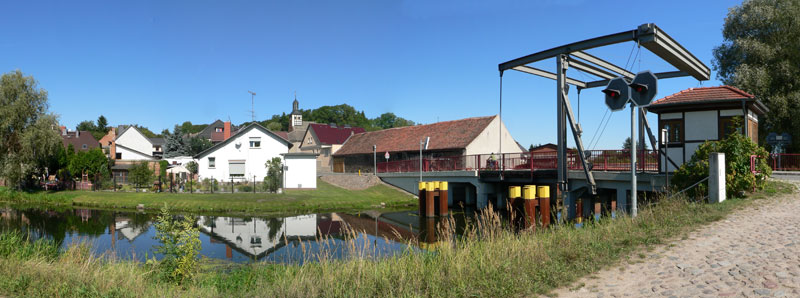
Zugbrücke und Ortszentrum
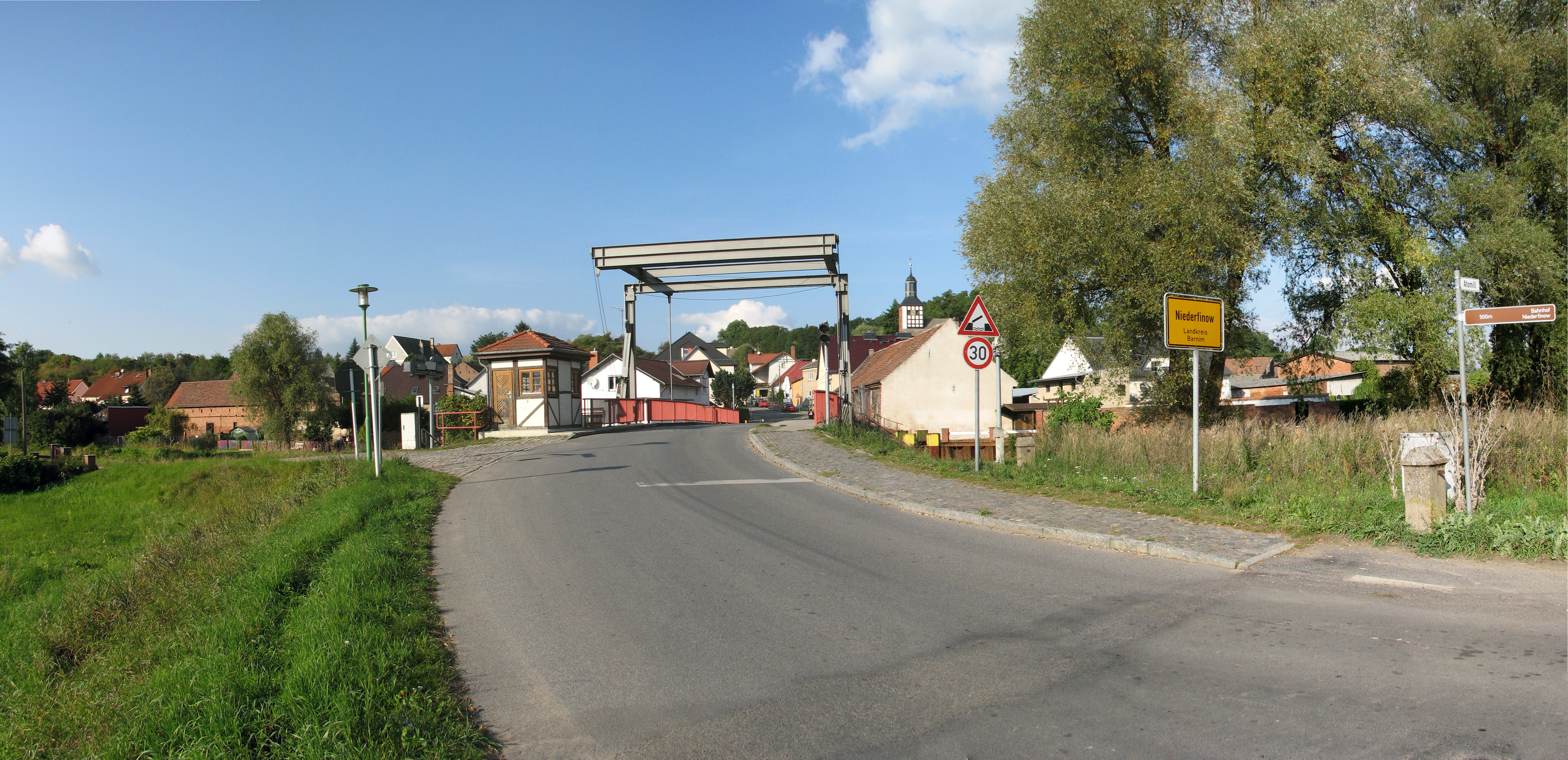
Ortseingang
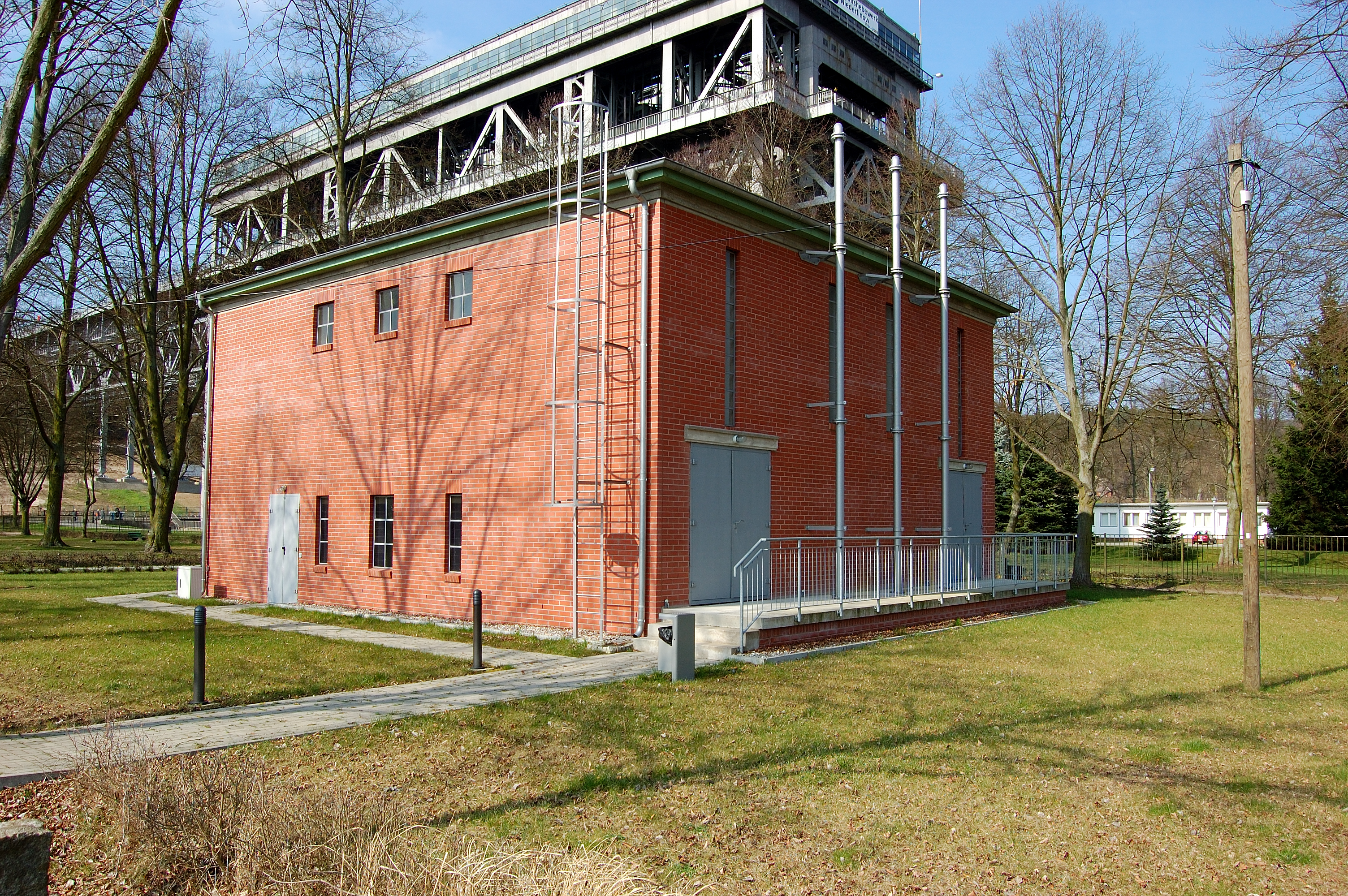
Umgesetztes Krafthaus
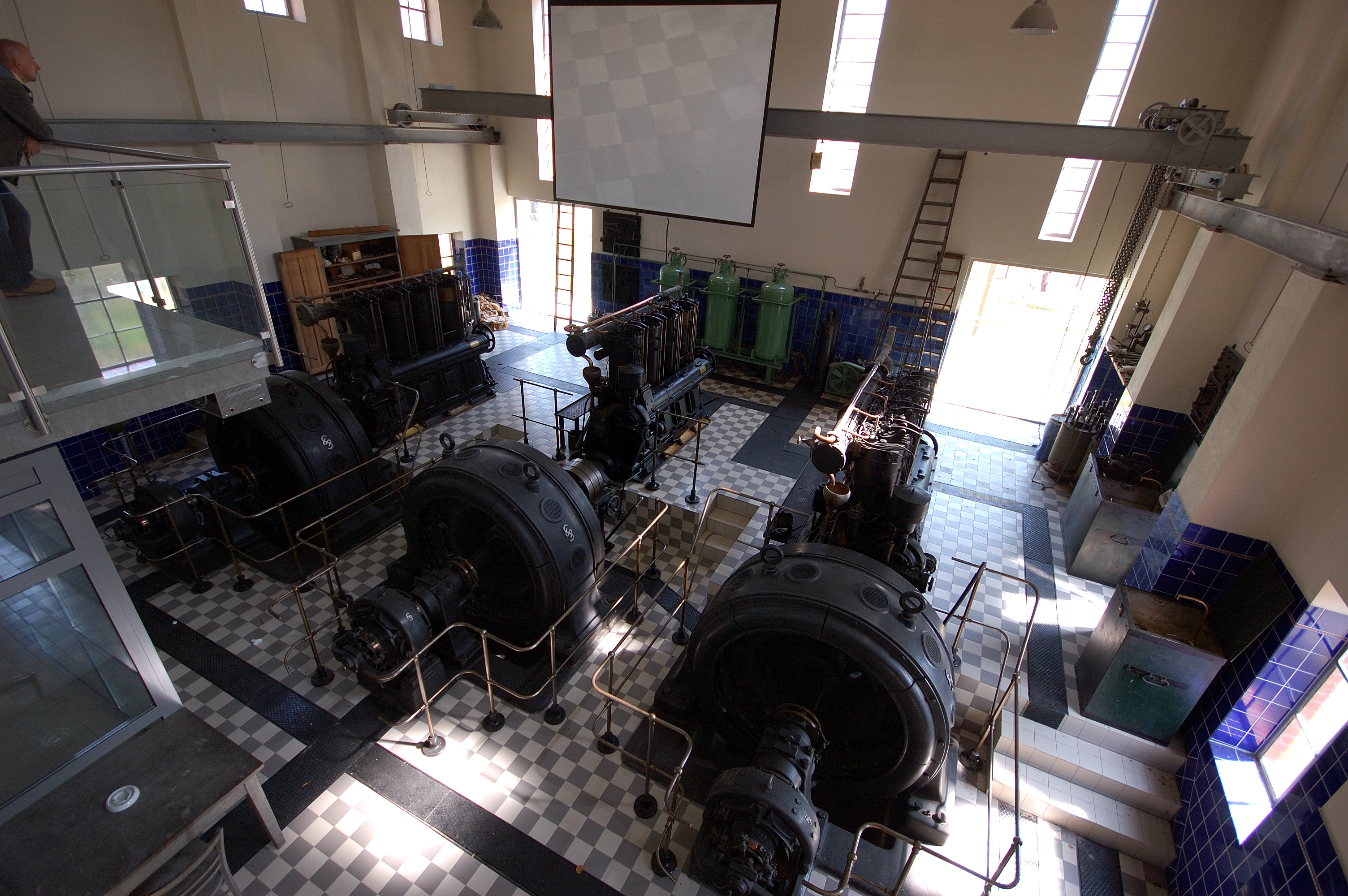
Innenansicht des Krafthauses

### Geschichtsdenkmale
- Gedenkstein auf dem Friedhof Choriner Straße/Hebewerkstraße für die Opfer des Faschismus (1956)
- Gedenkstein 750 Jahre Niederfinow an der Kreuzung im Ort (2008)

## Wirtschaft und Infrastruktur

### Ansässige Unternehmen
Neben dem vom Wasser- und Schifffahrtsamt Eberswalde betriebenen Schiffshebewerk befindet sich in Niederfinow die Schleuse Stecher (km 84,39 des Finowkanals). Um das Schiffshebewerk herum gibt es mehrere gastronomische Einrichtungen und ein Hotel, im Ortsteil Stecherschleuse befindet sich ein Zeltplatz. Neben Landwirtschaftsbetrieben gibt es auch Firmen der Nahrungsmittelherstellung. Weiterhin sind einige Unternehmen in der Dienstleistungsbranche tätig.

### Verkehr

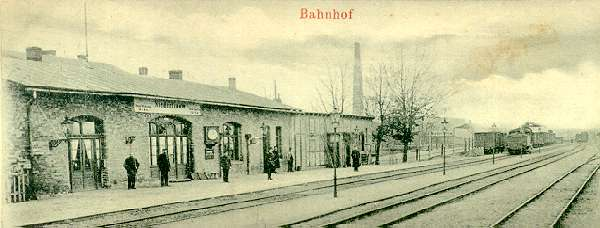
Bahnhof Niederfinow 1901

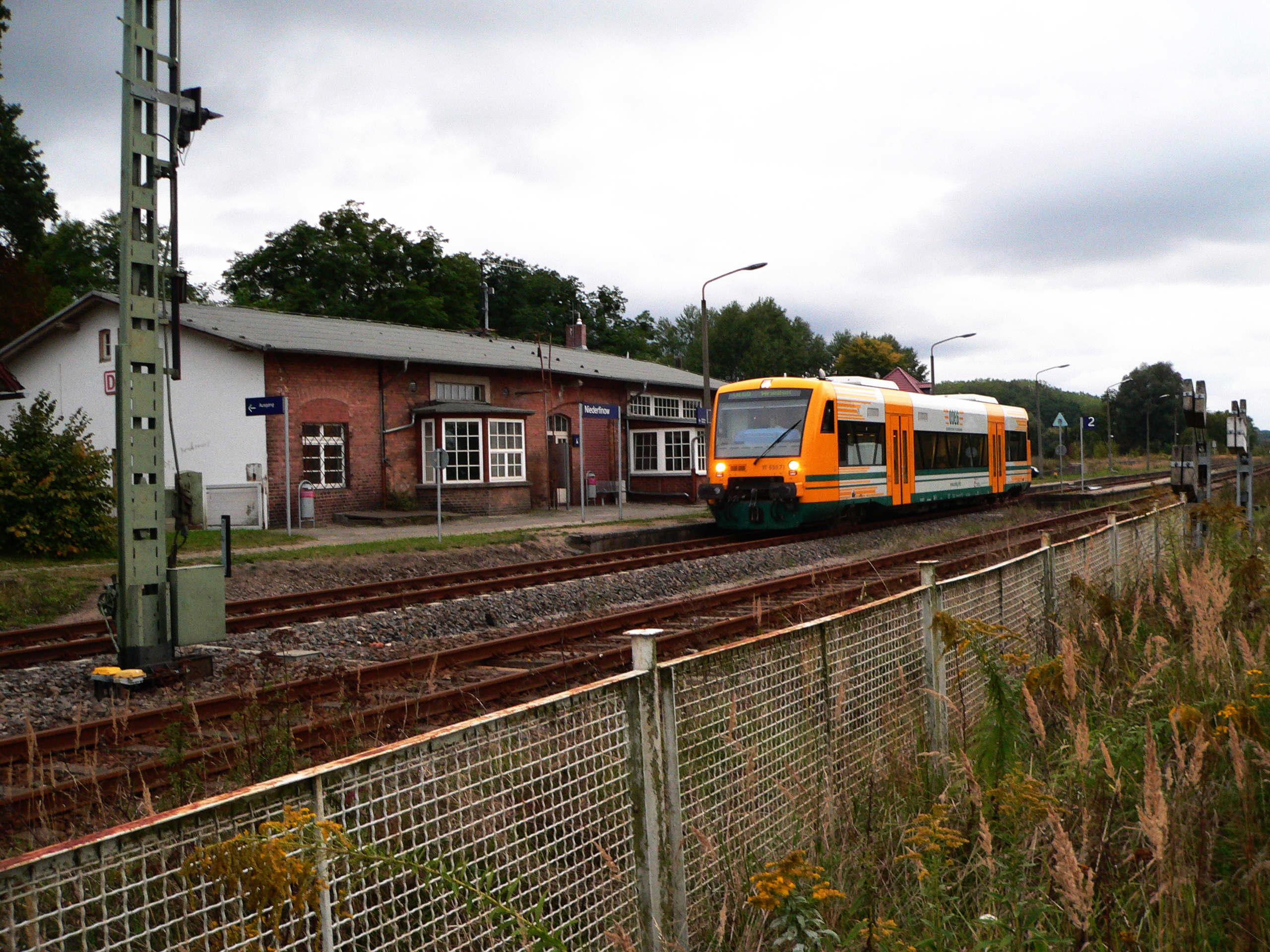
Zug der ODEG am Bahnhof Niederfinow 2008

Durch Niederfinow führt die Landesstraße L 29 zwischen Oderberg und Hohenfinow.
Der Bahnhof Niederfinow liegt an der Bahnstrecke Eberswalde–Frankfurt (Oder), im Nachbarort Hohenfinow. Dort halten stündlich die Züge der Regionalbahnlinie RB 60 Eberswalde–Frankfurt (Oder). Betrieben wird sie von der Niederbarnimer Eisenbahn.
Die Barnimer Busgesellschaft fährt Niederfinow mit der Linie 916 (Eberswalde–Oderberg) an.
An Niederfinow vorbei verläuft der Oder-Havel-Kanal. Um einen Höhenunterschied von 36 Metern zu überwinden, wurden hier einst vier Schleusen betrieben, die aber bald an ihren Kapazitätsgrenzen angelangt waren. So wurde das Schiffshebewerk Niederfinow errichtet, das die Schleusen ersetzte. Am 21. März 1934 wurde es eröffnet. Da dessen Leistungsfähigkeit nicht mehr den heutigen Ansprüchen genügt, wurde 2016 daneben mit den Bau eines größeren Hebewerks begonnen, dem Schiffshebewerk Niederfinow Nord, welches am 4. Oktober 2022 in Betrieb genommen wurde.
Der Finowkanal führt ebenfalls durch Niederfinow.

### Freizeit- und Sportanlagen
Der Sportplatz Niederfinow befindet sich hinter dem Bahnhof im Ort Hohenfinow.
In der Choriner Straße ist eine Turnhalle zu finden.

## Persönlichkeiten
- Emil Karow (1871–1954), Pfarrer in Niederfinow

## Trivia
1950 wurde bei Niederfinow ein 287 Gramm schwerer Eisenmeteorit gefunden. Der Meteorit wurde als Typ IAB klassifiziert und unter dem offiziellen Namen „Nieder Finow“ registriert.